# Dobrogoszcz (województwo dolnośląskie)
Dobrogoszcz (niem. Dobergast) – wieś w Polsce, w województwie dolnośląskim, w powiecie strzelińskim, w gminie Strzelin.

## Nazwa
Nazwa miejscowości wywodzi się od staropolskiego imienia męskiego Dobrogost składającego się z członu Dobro- ("dobry") i -gost ("gościć", "gość"). Oznaczało ono "dobry, życzliwy dla gości". Niemiecki językoznawca Heinrich Adamy w swoim dziele o nazwach miejscowości na Śląsku wydanym w 1888 roku we Wrocławiu wymienia pierwotną nazwę wsi jako Dobirgast podając jej znaczenie "Gute Schenke" czyli po polsku "Dobry dar". Nazwa wsi została później fonetycznie zgermanizowana na Dobergast i utraciła swoje pierwotne znaczenie.
9 września 1947 ustalono polską nazwę miejscowości – Dobrogoszcz.

## Podział administracyjny
W latach 1975–1998 miejscowość należała administracyjnie do województwa wrocławskiego.

## Demografia
W 1933 r. w miejscowości mieszkało 245 osób, a w 1939 roku – 258 osób. W roku 2009 zamieszkiwało ją 189 mieszkańców, natomiast w roku 2011 było ich 191.

## Zabytki
Do rejestru zabytków Narodowego Instytutu Dziedzictwa wpisany jest:
- zespół pałacowy i folwarczny:
  - pałac z 1797 roku, przebudowany w 1937 roku
  - stajnia z 1889 roku
  - stajnia z 1896 roku
  - dwie stodoły z 1900 roku
  - magazyn z początku XX wieku
  - spichrz z 1890 roku
  - park z przełomu XIX/XX wieku
  - pawilon parkowy z przełomu XIX/XX wieku
  - murowane ogrodzenie z przełomu XIX/XX wieku